# 농어촌복지포럼
농어촌복지포럼은 농어촌복지의 구체적 실행방안 탐구 및 실천을 통해 농어촌을 인간다운 삶의 공동체로 만들고 지역 활성화에 기여할 목적으로 2010년 7월 8일 설립된 대한민국 농림축산식품부 소관의 사단법인이다. 사무실은 강원특별자치도 횡성군 횡성읍 읍하리 500-1에 있다.